# جورجي شيلوف
جورجي شيلوف (بالإنجليزية: Georgiy Shilov)‏ (و. 1917 – 1975 م) هو رياضياتي، من الاتحاد السوفيتي، ولد في إيفانوفو، توفي في موسكو، عن عمر يناهز 58 عاماً.

## التعليم
تعلم في جامعة موسكو الحكومية.

## مناصب وهيئات
أدار جامعة موسكو الحكومية.

## جوائز
حصل على جوائز منها:
- وسام النجمة الحمراء.